# Xi Eridani
Désignations
Xi Eridani (ξ Eridani / ξ Eri) est une étoile de la constellation de l'Éridan. Elle est visible à l'œil nu avec une magnitude apparente de 5,17. D'après la mesure de sa parallaxe annuelle par le satellite Gaia, l'étoile est distante d'environ ∼ 210 a.l. (∼ 64,4 pc) de la Terre. Elle s'en rapproche à une vitesse radiale héliocentrique de −12 km/s. L'étoile est considérée comme un membre du superamas de Sirius.
Xi Eridani est une étoile blanche de la séquence principale ordinaire de type spectral A2 V, qui génère son énergie par la fusion thermonucléaire de l'hydrogène en hélium dans son noyau. Elle est âgée autour de 450 millions d'années et elle est environ 2,3 fois plus massive que le Soleil. Elle tourne relativement rapidement sur elle-même à une vitesse de rotation projetée de 194 km/s. Le rayon de l'étoile est 2,2 fois plus grand que le rayon solaire, elle est environ 28 fois plus lumineuse que le Soleil et sa température de surface est de 8 400 K.